# 那加雲雀町
那加雲雀町（なかひばりちょう）は、岐阜県各務原市の地名。丁番を持たない単独町名である。

## 地理
各務原市の那加地区に属する。
町域の東部は那加桜町、西部は那加甥田町、那加東亜町、南部は那加桜町、那加門前町、北部は那加桜町である。
町域の南にはJR高山本線が通過し、西部には新境川が流れる。
町域の東の大部分は学びの森（岐阜大学農学部農場跡）である。
地名はこのあたりを雲雀ヶ丘と呼称していたことに因む。
道路
- ユーエス通り
- さくら通り
- けやき通り

## 歴史
元々は稲葉郡那加町西市場外六ケ所大字入会地の一部である。
1944年（昭和19年）2月11日、那加町西市場外六ケ所大字入会地の市街地の地域で字名の改称と地番変更がおこなわれ、那加町雲雀町が成立。1963年（昭和38年）4月1日に各務原市の発足に伴い那加雲雀町に改称する。

## 世帯数と人口
2024年（令和6年）10月1日現在の世帯数と人口は以下の通りである。
| 丁目       | 世帯数 | 人口  |
| ---------- | ------ | ----- |
| 那加雲雀町 | 73世帯 | 157人 |

## 小・中学校の学区
市立小・中学校に通う場合、学区は以下の通りとなる。尚、那加雲雀町の自治会は桜町2自治会及び門前町4自治会である。
| 番・番地等 | 小学校                   | 中学校               |
| ---------- | ------------------------ | -------------------- |
| 全域       | 各務原市立那加第二小学校 | 各務原市立桜丘中学校 |

## 主な施設
- 各務原市立那加第二小学校
- 学びの森
- KAKAMIGAHARA PARK BRIDGE
- 各務原市那加福祉センター
- 各務原勤労会館

## 交通
- 最寄り駅は名古屋鉄道各務原線各務原市役所前駅